# Shereen Pandit
Shereen Pandit (* in Kapstadt) ist eine britische Schriftstellerin, Juristin und politische Aktivistin südafrikanischer Herkunft.
Shereen Pandit entstammt einer muslimischen Familie. Sie studierte Rechtswissenschaften in London. Seit 1996 ist die Juristin und politische Aktivistin außerdem Autorin von Kurzgeschichten. Einige ihrer kurzen Erzählungen wurden preisgekrönt.
Shereen Pandit hegte immer schon den Wunsch, Schriftstellerin zu werden. Ihre Umgebung gab ihr jedoch immer den Rat, Juristin zu werden, da Juristen so dringend benötigt würden, weil die schwarze Gemeinde sich für ihre Menschenrechte und Freiheit einsetze und die Aktivisten dafür regelmäßig angeklagt und bestraft würden. Deshalb entschied Shereen Pandit sich, Anwältin zu werden. Doch genügte es ihr nicht, andere Aktivisten juristisch zu vertreten. Sie wollte ebenso für Menschenrechte und Freiheit eintreten, sich direkt einmischen.
Als politische Aktivistin geriet sie in Konflikt mit der Regierung Südafrikas, weshalb sie mit ihrem Ehemann vor der Strafverfolgung nach London floh. Hier konnte sie zwar ihren juristischen Beruf nicht mehr ausüben, dafür konnte sie umso mehr dafür sorgen, dass die menschenrechtsverletzende Behandlung der schwarzen Bevölkerung durch die Regierung Südafrikas einer größeren Öffentlichkeit bekannt wird.
Die Autorin sah einen Weg hierzu darin, Erzählungen und Gedichte zu schreiben, die in Anthologien und Zeitschriften veröffentlicht wurden. Der Großteil ihrer Erzählungen ist für Erwachsene verfasst. Die wenigen Geschichten der Autorin für Kinder erschienen sämtlich in dem Jugendmagazin „Young Writer“.
Shereen Pandit ist verheiratet und hat eine Tochter, die ebenfalls Schriftstellerin ist. Pandit ist Mitglied folgender Autorenvereinigungen: African Writers Abroad, PEN Writers in Prisons Committee, Exiled Writers Ink!

## Preise und Auszeichnungen
- Booktrust London (winner 2004)
- Commonwealth Broadcasting Association (runner up 2003)
- Fish Publications (runner up 1999)
- Wordsworth magazine (winner 1997)
- Young Writer magazine (winner 2000 and 2001)